# SN 2001ao
SN 2001ao – supernowa odkryta 15 marca 2001 roku w galaktyce A101345-0124. W momencie odkrycia miała maksymalną jasność 19,90m.